# Missa brevis no 1 de Mozart
Pour les articles homonymes, voir Missa Brevis et K49.
La Missa brevis no 1 en sol majeur, K. 49/47d est la première messe de Wolfgang Amadeus Mozart. Mozart a achevé cette œuvre à Vienne en 1768 alors qu'il avait douze ans. Ce n'est pas sa première série de pièces sur les parties de l'ordinaire de la messe — deux ans avant il avait composé le Kyrie en fa majeur (K. 33)—, ni non plus à cette date sa composition d'inspiration religieuse la plus longue: son drame sacré Die Schuldigkeit des ersten Gebots (K. 35) avait été joué en 1767.

## Historique
On ne connaît pas de manière claire l'occasion pour laquelle elle a été composée et parfois elle a été confondue avec la Messe de l'orphelinat, écrite la même année.
La musique sacrée de l'époque était de plus en plus influencée par l'opéra et l'ornementation propre à la musique baroque. Les premières messes de Mozart, comme celle-ci, étaient considérées comme un retour à une configuration plus austère et proche de l'époque pré-baroque.

## Instrumentation
La messe est écrite pour quatre voix solistes (soprano, alto, ténor et basse), chœur SATB, deux violons, alto et basse continue.

## Structure
L'œuvre comporte six mouvements, qui suivent l'ordinaire de la messe:
1. Kyrie (Adagio, sol majeur, à , 37 mesures)
—Kyrie eleison... (Andante (mesure 6), sol majeur, à 
)
2. Gloria (Allegro, sol majeur, à , 78 mesures)
3. Credo (Allegro, sol majeur, à 
, en tout 225 mesures)
—Et incarnatus est... (Poco adagio (mesure 61), do majeur, à )
—Et resurrexit... (Allegro (mesure 91) ➜ Adagio (mesure 113) ➜ Allegro (mesure 116), sol majeur, à )
—Et in Spiritum Sanctum... (Andante (mesure 124), do majeur, à 
; basse)
—Et in unam sanctam... (Allegro (mesure 171) ➜ Adagio (mesure 185) ➜ Allegro (mesure 187), sol majeur, à , ➜ Adagio (mesure 193), la mineur, à 
, ➜ Allegro (mesure 196), sol majeur, à
4. Sanctus (Andante, sol majeur, à 
, 38 mesures)
—Pleni sunt coeli et terra... (Allegro (mesure 14), sol majeur, à 
)
—Hosanna in excelsis... (Allegro (mesure 30), sol majeur, à )
5. Benedictus (Andante, do majeur, à 
, 31 mesures, quatuor vocal de solistes) ➜ Hosanna da capo
6. Agnus Dei (Adagio, sol majeur, à , 62 mesures)
—Dona nobis pacem... (Allegro (mesure 25) ➜ Adagio (mesure 61), sol majeur, à 
)

Durée de l'interprétation : environ 20 minutes